# Tetridia
Tetridia és un gènere monotípic d'arnes de la família Crambidae descrit per William Warren el 1890. La seva única espècie, Tetridia caletoralis, va ser descrita per Francis Walker el 1859. Es troba a la Xina, al nord de l'Índia, Sri Lanka, Myanmar, Malàisia, Papua Nova Guinea, Japó, Taiwan i Austràlia, a on s'ha enregistrat a Queensland.

## Subspècies
- Tetridia caletoralis caletoralis
- Tetridia caletoralis interrupta (Rothschild, 1915) (Papua Nova Guinea)